# Dasuhe (sockenhuvudort i Kina, Liaoning Sheng, lat 41,92, long 124,96)
Dasuhe är en sockenhuvudort i Kina. Den ligger i provinsen Liaoning, i den nordöstra delen av landet, omkring 130 kilometer öster om provinshuvudstaden Shenyang. Antalet invånare är 7 389. Befolkningen består av 3 568 kvinnor och 3 821 män. Barn under 15 år utgör 13,0 %, vuxna 15-64 år 76 %, och äldre över 65 år 10,0 %.
Runt Dasuhe är det ganska tätbefolkat, med 60 invånare per kvadratkilometer. Närmaste större samhälle är Aojiabao, 14,8 km väster om Dasuhe. I omgivningarna runt Dasuhe växer i huvudsak blandskog.
Genomsnittlig årsnederbörd är 1 157 millimeter. Den regnigaste månaden är juli, med i genomsnitt 293 mm nederbörd, och den torraste är januari, med 9 mm nederbörd.